# 浜島町桧山路
浜島町桧山路（はまじまちょうひやまじ）は、三重県志摩市の地名。郵便番号は517-0401。面積3.250km2（1989年現在）。
稲作や柿の栽培などの農業と水産業を主とする地域である。

## 地理
志摩市の中西部に位置する南北に細長い地区である。南側の桧山路川河口で英虞湾に隣接する。初吹・下条・上条の3つの集落から成る。西側が度会郡南伊勢町に接する。桧山路を流れる桧山路川では節分から約1か月にわたってシロウオ漁が行われ、河口ではアオノリ養殖が9月から5月にかけて展開され、漁業権が設定されている。
- 峠：桧山峠

北は志摩市磯部町檜山、東は志摩市浜島町迫子（はまじまちょうはざこ）・浜島町塩屋、南は浜島町塩屋・浜島町浜島、西は志摩市浜島町南張・南伊勢町下津浦・南伊勢町神津佐（こんさ）と接する。

### 地名の表記
志摩地域合併協議会は、2003年（平成15年）6月20日に町名・字名の取り扱いについて協議し、桧山路の表記に「檜」ではなく、「桧」を用いた。ただし、地名の由来となった北隣の磯部町檜山は「檜」を用いている。実際にはどちらの地区も「檜」・「桧」の両方が用いられる。

## 歴史
古代には塩屋の出郷であったと伝えられ、桧山路では白魚を獲っていた。地元では平家の落人の伝説が残る。安土桃山時代には九鬼嘉隆が豊臣秀吉の朝鮮出兵の際に建造した「日本丸」という艦船の竜頭に桧山路から切り出されたクスの巨木が使われた。海を通して紀伊国との結び付きが強く、桧山路から藁・筵（むしろ）・草履・魚肥が出荷され、紀州から材木を受け取っていた。
江戸時代には志摩国英虞郡鵜方組に属し、桧山路村として鳥羽藩領にあった。延享3年（1746年）の村高は83石と少なかったが、柿の生産が盛んで「桧山路柿」と呼ばれて志摩国一とされた。小規模な漁業も行われていたようで、3艘の船を所有しアコヤガイ・白魚の上納を行った記録がある。
明治時代以降、浜島村・浜島町、志摩市の大字として続いている。南張を除く浜島町の各大字と同様、桧山路は両墓制をとっていたが、時代の流れとともに単墓制になった。桧山路を流れる桧山路川は昭和28年台風第13号（1953年）や伊勢湾台風（1959年）などで堤防決壊・家屋浸水などの被害をもたらしてきたが、1989年（平成元年）から1991年（平成3年）にかけて毎年台風や集中豪雨による氾濫で20〜30戸に浸水被害を与えた。そこで、1994年（平成6年）度より河川改良事業が行われている。

### 沿革
- 1889年（明治22年）4月1日 - 町村制施行により、英虞郡浜島村大字桧山路となる。
- 1896年（明治29年）3月29日 - 英虞郡が答志郡と合併し、志摩郡浜島村大字桧山路となる。
- 1919年（大正8年）10月1日 - 浜島村が町制を施行し、志摩郡浜島町大字桧山路となる。
- 2004年（平成16年）10月1日 - 平成の大合併により、志摩市浜島町桧山路となる。公式な表記から「大字」がなくなる。

### 地名の由来
北隣の桧山へ至る路（道）という意味。この道は浜島港道と呼ばれた。

## 世帯数と人口
2019年（令和元年）7月31日現在の世帯数と人口は以下の通りである。
| 町丁         | 世帯数 | 人口  |
| ------------ | ------ | ----- |
| 浜島町桧山路 | 67世帯 | 150人 |

### 人口の変遷
1745年以降の人口の推移。なお、2005年以後は国勢調査による推移。
| 1745年（延享2年）  | 145人 | [ 7 ]     |  |
| 1880年（明治13年） | 167人 | [ 7 ]     |  |
| 1908年（明治41年） | 232人 | [ 4 ]     |  |
| 1980年（昭和55年） | 194人 | [ 3 ]     |  |
| 2005年（平成17年） | 191人 | [ WEB 5 ] |  |
| 2010年（平成22年） | 168人 | [ WEB 6 ] |  |
| 2015年（平成27年） | 155人 | [ WEB 7 ] |  |

### 世帯数の変遷
国勢調査による世帯数の推移。
| 1745年（延享2年）  | 29戸   | [ 7 ]     |  |
| 1880年（明治13年） | 30戸   | [ 7 ]     |  |
| 1908年（明治41年） | 34戸   | [ 4 ]     |  |
| 1980年（昭和55年） | 54世帯 | [ 3 ]     |  |
| 2005年（平成17年） | 61世帯 | [ WEB 5 ] |  |
| 2010年（平成22年） | 63世帯 | [ WEB 6 ] |  |
| 2015年（平成27年） | 66世帯 | [ WEB 7 ] |  |

## 学区
市立小・中学校に通う場合、学区は以下の通りとなる。
| 番・番地等 | 小学校             | 中学校             |
| ---------- | ------------------ | ------------------ |
| 全域       | 志摩市立浜島小学校 | 志摩市立浜島中学校 |

## 漁業
桧山路には元来、漁業を主業とする者はなく、漁業権（専用漁業権と区画漁業権）は浜島漁業協同組合（現在の志摩市浜島町浜島地区）が免許を有していた。近隣の迫子や塩屋も同様であった。その後、地先海面漁業権の獲得を目指して桧山路・迫子・塩屋（以下、「3地区」とする）の住民と浜島漁協が激しく争い、1903年（明治36年）6月に入漁権の契約が提携された。しかし、3地区にとっては、わずかな権利が得られたのみであった。続いて1907年（明治40年）1月に真珠区画漁業権の争いが勃発、3地区は浜島漁協に漁業権管理を委託、各地区は戸数に応じた配分金を受け取ることで決着した。特に漁民が0人だった桧山路は浜島側からの切り崩し攻撃を受けた。
こうして漁業権で苦い経験をした3地区は浜島漁協に対抗するための組織の必要性を痛感し、1911年（明治44年）に「迫子塩屋桧山路漁業協同組合」を発足させた。事務所は迫子に置き、桧山路からは34人が組合に加入した。しかし、浜島漁協の漁業権免許更新期がくるたびに漁業権獲得に向けて闘うも勝つことはなく、浜島漁協から貸与という形での操業を続けた。1944年（昭和19年）には、組織名を「迫子塩屋桧山路漁業会」と改めた。
第二次世界大戦終結後、1949年（昭和24年）に迫子地区が迫子漁業協同組合を設立。桧山路も翌1950年（昭和25年）8月15日に桧山路漁業協同組合を設立した。その後、桧山路地区単独での漁協経営が長く続いた。1958年（昭和33年）からは区画漁業権を取得し組合でアオノリの養殖を開始、1965年（昭和40年）から組合員による経営となった。また、1960年（昭和35年）には真珠母貝の生産を始めるも1965年（昭和40年）には真珠は不況となり、河口でニジマス飼育を試みるも失敗する。同時に始めた海上キャンプ村（養殖用の筏を利用）は成功を収めたが、1975年（昭和50年）には「宿泊施設として不適切」とされ、廃業した。その代替事業として1979年（昭和54年）に筏釣基地を造った。
2002年（平成14年）7月1日に英虞湾岸の漁協が大合併して志摩の国漁業協同組合が発足、桧山路支所となった。更に2010年（平成22年）2月1日には、三重県南部の漁協の広域合併により、三重外湾漁業協同組合が発足、志摩支所浜島事業所桧山路となった。

## 交通

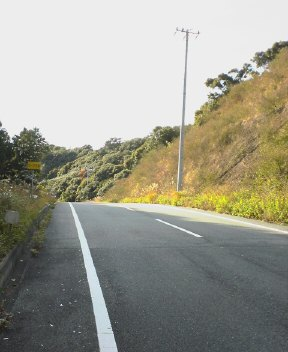
桧山峠
磯部町檜山から浜島町桧山路を望む

鉄道は通っていない。最寄り駅は近鉄志摩線鵜方駅。
路線バス
三重交通（志摩営業所管内）桧山路バス停
- 70系統 宿浦
- 70系統 磯部バスセンター
- 70系統 伊勢市駅前
- 70系統 伊勢赤十字病院
- 71系統 鵜方駅前

道路
- 三重県道17号浜島阿児線 - 志摩市の中心市街地である阿児町鵜方と浜島町の中心である浜島町浜島を結ぶ主要地方道。桧山路川河口に桧山路大橋が架かり、西隣の交差点で進行方向が直角に変化する。浜島町浜島との間にバイパス道路が建設中である。
- 三重県道112号磯部浜島線 - 桧山峠を越えて磯部町へ至る一般県道。沿道に集落が広がる[7]。別名は浜島港道と呼ばれた[7]。
- 三重県道152号南勢浜島線 - 南伊勢町へつながる一般県道。沿線には森林が広がる。
- 三重県道730号檜山路南張線 - 南張地区へ最短で達する一般県道。道路の幅員が狭い。

## 浜島ふるさと公園
浜島ふるさと公園（はまじまふるさとこうえん）は、三重県志摩市浜島町桧山路553番地1にある運動公園。1996年（平成8年）7月開園。2009年（平成21年）4月より無人化され、施設管理が浜島B&G海洋センターに統合された。 テニスコート（全天候型人工芝コート2面）、夜間照明付き多目的グラウンド、1基の遊具のある芝生広場、体育倉庫、管理棟、トイレ、38台収容の駐車場がある。「浜島ふるさと公園の設置及び管理に関する条例」により志摩市が設置する。
鳥羽志摩中学校総合体育大会のソフトテニス競技の会場として利用される。また、志摩テニスクラブがホームコートとして利用している。

## 施設
- 志摩市桧山路生涯学習センター
- 志摩市浜島地域福祉センター「さくら苑」
  - 伊勢海老モニュメント
  - 浜島温泉スタンド
- 志摩市浜島ふるさと公園
- 無量山江月庵

## 史跡
- 旧・神明神社 - 1907年（明治40年）に迫子の八柱神社に合祀されて廃社[4]。（明治元年）に神武社・八幡社・牛頭社・山神社を合祀した[4]。
- 無量山江月庵 - 鳥羽市にある常安寺の末寺である、曹洞宗の寺院。江戸時代初期の創建[4]。境内に疫病を払うという「三重の塔石」、寺の前には江戸時代の住職・天眼先長首座が自ら入定した「長老塚」がある[4]。

## その他

### 日本郵便
- 郵便番号 : 517-0401[WEB 2]（集配局：阿児郵便局[WEB 13]）。